# Josef Fanta

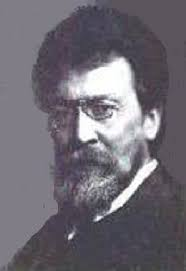
Josef Fanta

Josef Fanta (Sudoměřice, 7 december 1856 – Praag, 20 juni 1954) was een Tsjechisch architect, meubelontwerper, beeldhouwer en schilder. Als een van de vertegenwoordigers van de Tsjechische art-nouveau-architectuur ontwierp hij veel opvallende bouwwerken, waaronder het grootste spoorwegstation in Praag, Station Praha hlavní nádraží. Vanaf 1918 was hij lid van de Tsjechische Academie van Kunsten en Wetenschappen.
- Gemeinsame Normdatei: 123028957
- International Standard Name Identifier: 0000 0000 6680 2437
- Library of Congress Control Number: nr91042975
- Nationale Bibliotheek van Tsjechië: jk01030746
- Union List of Artist Names: 500125947
- Virtual International Authority File: 10743123
- WorldCat: E39PBJdRvfxPWYBx8hqxfKwQv3